# Terremoto de La Rioja de 2002
El Terremoto de La Rioja de 2002  fue un movimiento sísmico ocurrido en la provincia de La Rioja , Argentina el 28 de mayo de 2002, a la 01.04 (UTC -3).
Registró una magnitud de 6,0 en la escala de Richter.
Su epicentro se localizó en la Sierra de Mazán, en la provincia de La Rioja.
El terremoto fue sentido "grado VIII " en la escala de Mercalli.
Ocasionó numerosos daños en casas de adobe, de las cuales 37 quedaron inhabitables, en la localidad de Agua Blanca se desmoronaron 2 casas.
Dejando como saldo final 72 casas afectadas y 3 heridos leves.